# Гайтерське сільське поселення
Гайте́рське сільське поселення (рос. Гайтерское сельское поселение) — сільське поселення у складі Комсомольського району Хабаровського краю Росії.
Адміністративний центр — село Гайтер.

## Населення
Населення сільського поселення становить 1831 особа (2019; 2249 у 2010, 2241 у 2002).

## Склад
До складу сільського поселення входять:
| Населений пункт | Населення, осіб (2002) | Населення, осіб (2010) |
| --------------- | ---------------------- | ---------------------- |
| Гайтер, село    | 2189                   | 2212                   |
| Гайтер, селище  | 52                     | 37                     |